# Crescenzio Sepe

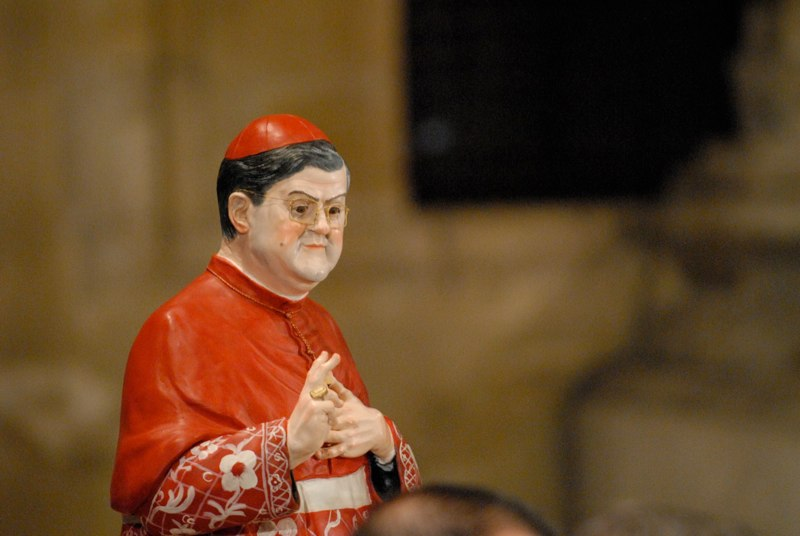
Statue du cardinal, église Santa Chira, Naples

Crescenzio Sepe, né le 2 juin 1943 à Carinaro en Italie, est un cardinal italien, archevêque émérite de Naples depuis 2020.

## Biographie

### Jeunesse et formation
Crescenzio Sepe a suivi sa formation à Rome : il a étudié la théologie et le droit canon à l'Université pontificale du Latran et la philosophie à l'Université de Rome.
Il est ordonné prêtre le 12 mars 1967 pour le diocèse d'Aversa en Italie.

### Prêtre
Il a enseigné la théologie à l'Université pontificale du Latran et à l'Université pontificale urbanienne avant d'entrer à l'Académie pontificale ecclésiastique qui forme les diplomates du Saint-Siège.
Il a été nommé à la nonciature du Brésil avant de revenir à Rome pour occuper le poste d'assesseur des affaires générales à la Secrétairerie d'État. Durant cette période, il a également présidé la Commission pour les télécommunications vaticanes.

### Évêque
Le 2 avril 1992, il est nommé archevêque titulaire de Gradum (de) et secrétaire de la Congrégation pour le clergé. Il est consacré le 26 avril suivant par le pape Jean-Paul II.
Le 9 avril 2001, il devient préfet de la Congrégation pour l'évangélisation des peuples.
Du 20 mai 2006 au 12 décembre 2020, il est archevêque de Naples.  

### Cardinal
Jean-Paul II le crée cardinal lors du consistoire du 21 février 2001 avec le titre de cardinal-diacre de Dio Padre misericordioso. Il est élevé au rang de cardinal-prêtre le jour de sa nomination comme archevêque de Naples. Il participe au conclave de 2005 et à celui de 2013 qui élisent respectivement les papes Benoît XVI et François.
Au sein de la Curie romaine, il est également membre de la Congrégation pour le clergé, de la Congrégation pour la doctrine de la foi, du Conseil pontifical pour le dialogue inter-religieux, du Conseil pontifical pour la promotion de l'unité des chrétiens, du Conseil pontifical pour les textes législatifs  et de la Commission pontificale pour l'Amérique latine.
Il atteint la limite d'âge le 2 juin 2023, ce qui l'empêche de participer aux votes du prochain conclave.